# Baltic Cup 1938
Der Baltic Cup 1938 war die 10. Austragung des Turniers der Baltischen Länder, dem Baltic Cup. Das Turnier für Fußballnationalteams fand zwischen dem 3. und 5. September 1938 in Estland statt. Ausgetragen wurden die Spiele im Kadrioru staadion in Tallinn. Die Estnische Fußballnationalmannschaft gewann den Titel und stellte mit Ralf Veidemann den erfolgreichsten Torschützen.

## Gesamtübersicht
Tabelle nach Zwei-Punkte-Regel.
| Pl. | Land     | Sp. | S | U | N | Tore    | Diff. | Punkte |
| --- | -------- | --- | - | - | - | ------- | ----- | ------ |
| 1.  | Estland  | 2   | 1 | 1 | 0 | 004:200 | +2    | 03     |
| 2.  | Lettland | 2   | 1 | 0 | 1 | 002:200 | ±0    | 02     |
| 3.  | Litauen  | 2   | 0 | 1 | 1 | 002:400 | −2    | 01     |

## Estland gegen Litauen
| Estland                                           | Estland | Litauen | Litauen |
| ------------------------------------------------- | --- | --- | ------- |
| Estland                                           | \| 3. September 1938 in Tallinn (Kadrioru staadion) \| \| Ergebnis: 3:1 (2:0) \| \| Zuschauer: 7.000 \| \| Schiedsrichter: Fritz Bouillon ( Deutsches Reich) \| \| Spielbericht \|                                      | \| 3. September 1938 in Tallinn (Kadrioru staadion) \| \| Ergebnis: 3:1 (2:0) \| \| Zuschauer: 7.000 \| \| Schiedsrichter: Fritz Bouillon ( Deutsches Reich) \| \| Spielbericht \|                                                                       | Litauen |
| Estland                                           | Evald Tipner (75. Edmund Karp), Elmar Tepp, Valter Neeris, Ferdinand Murr, Egon Parbo, Georg Siimenson, Karl-Rudolf Sillak, Heinrich Uukkivi, Richard Kuremaa, Ralf Veidemann, Leonhard Kass Cheftrainer: Bernhard Rein | Fridrichas Tašius (46. Stasys Skalskis), Dizmondas Ilgūnas, Vytautas Geležiūnas , Stasys Paberžis (40. Bronius Galvičius), Artūras Andrulis, Vladas Dzindziliauskas, Antanas Šipavičius, Česlovas Šopys, Kazys Šurkus, Artūras Cenfeldas, Juozas Gudelis | Litauen |
| Estland                                           | 1:0 Veidemann (40.) 2:0 Veidemann (44.) 3:0 Uukkivi (69.) | 3:1 Šurkus (72.) | Litauen |
| 3. September 1938 in Tallinn (Kadrioru staadion)  | | |         |
| Ergebnis: 3:1 (2:0)                               | | |         |
| Zuschauer: 7.000                                  | | |         |
| Schiedsrichter: Fritz Bouillon ( Deutsches Reich) | | |         |
| Spielbericht                                      | | |         |

## Lettland gegen Litauen
| Lettland                                          | Lettland | Litauen | Litauen |
| ------------------------------------------------- | --- | --- | ------- |
| Lettland                                          | \| 4. September 1938 in Tallinn (Kadrioru staadion) \| \| Ergebnis: 1:1 (0:1) \| \| Zuschauer: 3.000 \| \| Schiedsrichter: Fritz Bouillon ( Deutsches Reich) \| \| Spielbericht \|                       | \| 4. September 1938 in Tallinn (Kadrioru staadion) \| \| Ergebnis: 1:1 (0:1) \| \| Zuschauer: 3.000 \| \| Schiedsrichter: Fritz Bouillon ( Deutsches Reich) \| \| Spielbericht \|                                                  | Litauen |
| Lettland                                          | Jānis Bebris, Pēteris Lauks, Fricis Laumanis, Sergejs Maģers, Ēriks Pētersons , Roberts Pakalns, Ēriks Raisters, Aleksandrs Vanags, Iļja Vestermans (46. Francis Krupšs), Jānis Rozītis, Zamuels Garbers | Stasys Skalskis, Dizmondas Ilgūnas, Vytautas Geležiūnas , Jonas Šlyžius, Stasys Paberžis, Vladas Dzindziliauskas, Kazys Šurkus (46. Antanas Šipavičius), Artūras Cenfeldas, Jonas Bužinskas, Voldemaras Jaškevičius, Juozas Gudelis | Litauen |
| Lettland                                          | 1:1 Krupšs (87.) | 0:1 Jaškevičius (28.) | Litauen |
| 4. September 1938 in Tallinn (Kadrioru staadion)  | | |         |
| Ergebnis: 1:1 (0:1)                               | | |         |
| Zuschauer: 3.000                                  | | |         |
| Schiedsrichter: Fritz Bouillon ( Deutsches Reich) | | |         |
| Spielbericht                                      | | |         |

## Estland gegen Lettland
| Estland                                           | Estland | Lettland | Lettland |
| ------------------------------------------------- | --- | --- | -------- |
| Estland                                           | \| 5. September 1938 in Tallinn (Kadrioru staadion) \| \| Ergebnis: 1:1 (1:0) \| \| Zuschauer: 11.000 \| \| Schiedsrichter: Fritz Bouillon ( Deutsches Reich) \| \| Spielbericht \|                                      | \| 5. September 1938 in Tallinn (Kadrioru staadion) \| \| Ergebnis: 1:1 (1:0) \| \| Zuschauer: 11.000 \| \| Schiedsrichter: Fritz Bouillon ( Deutsches Reich) \| \| Spielbericht \|  | Lettland |
| Estland                                           | Edmund Karp, Elmar Tepp, Valter Neeris, Ferdinand Murr (25. Juho Matsalu), Egon Parbo, Karl-Rudolf Sillak , Georg Siimenson, Heinrich Uukkivi, Richard Kuremaa, Leonhard Kass, Ralf Veidemann Cheftrainer: Bernhard Rein | Jānis Bebris, Pēteris Lauks, Fricis Laumanis, Sergejs Maģers, Ēriks Pētersons, Jānis Lidmanis , Ēriks Raisters, Aleksandrs Vanags, Iļja Vestermans, Francis Krupšs, Vaclavs Borduško | Lettland |
| Estland                                           | 1:0 Kass (12.) | 1:1 Raisters (49.) | Lettland |
| 5. September 1938 in Tallinn (Kadrioru staadion)  | | |          |
| Ergebnis: 1:1 (1:0)                               | | |          |
| Zuschauer: 11.000                                 | | |          |
| Schiedsrichter: Fritz Bouillon ( Deutsches Reich) | | |          |
| Spielbericht                                      | | |          |